# 柬埔寨航空 (1997年)

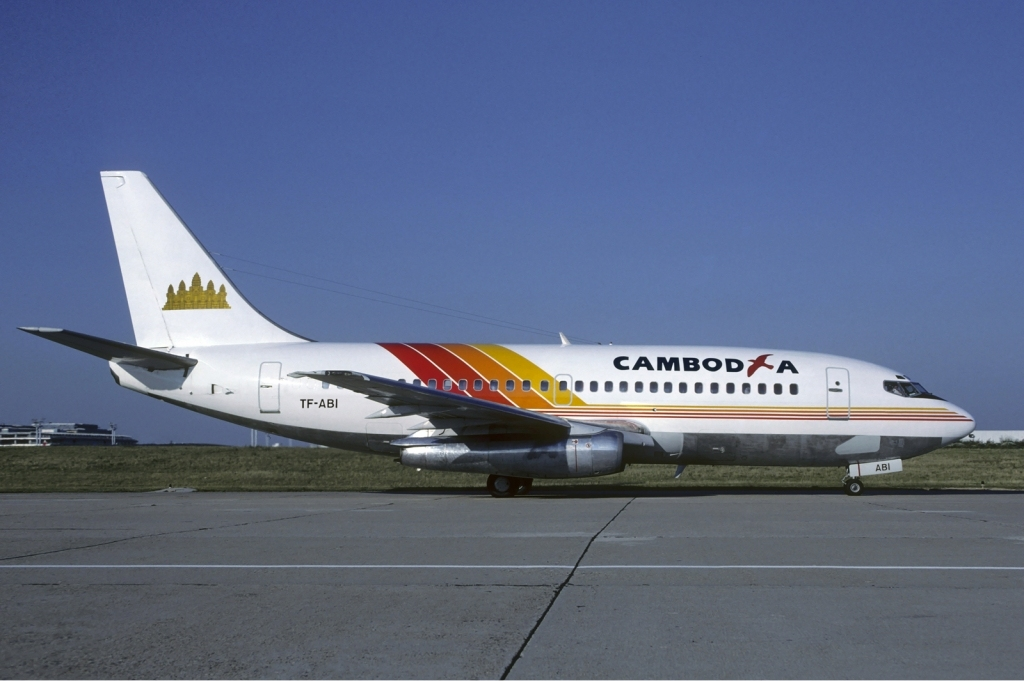
一架柬埔寨航空B737-200

柬埔寨航空是一家已倒閉的航空公司，總部設於柬埔寨首都金邊。

## 歷史
柬埔寨航空實際上創立於1997年，但該公司因營運不佳等因素於2005年歇業。
但柬埔寨航空公司在2013年4月2日的共同投資合作協議的簽署文間中指出，該航空公司將於2013年6月復航，此次復航是由柬埔寨皇家控股集團與菲律賓航空公司共同投資。並預計於6月開始飛航柬埔寨國內航班，於10月開始飛航國際航班。2014年，該公司正式倒閉。